# DeZafra Ridge
DeZafra Ridge är en bergstopp i Antarktis. Den ligger i Östantarktis. Australien gör anspråk på området. Toppen på DeZafra Ridge är 2 093 meter över havet, eller 439 meter över den omgivande terrängen. Bredden vid basen är 6,6 km.
Terrängen runt DeZafra Ridge är huvudsakligen kuperad, men åt nordost är den platt. Trakten är obefolkad. Det finns inga samhällen i närheten.